# براندهورست
براندهورست (به آلمانی: Brandhorst) یک منطقهٔ مسکونی در آلمان است که در ارانینباوم-وورلیتس واقع شده‌است. براندهورست ۱۰۱ نفر جمعیت دارد.